# ألبرت سيدني بيكهام
ألبرت سيدني بيكهام (بالإنجليزية: Albert Sidney Beckham)‏ هو عالم نفس أمريكي، (و. 1897 – 1964 م).